# Мартинов Юрій Григорович
Юрій Григорович Мартинов (17 квітня 1957, Артемівськ, Донецька область — 1 березня 2025) — радянський та російський композитор, аранжувальник, журналіст та продюсер, з 1987 року — член Спілки композиторів Росії, з 2003 року — Заслужений діяч мистецтв РФ. Молодший брат композитора та співака Євгенія Мартинова.

## Життєпис
Закінчив Артемівське музичне училище по класу фортепіано, потім 1982 року закінчив Московську державну консерваторію імені П. І. Чайковського по класу композиції, за час навчання в якій став лауреатом двох всесоюзних конкурсів молодих композиторів. Широке визнання Юрій Мартинов завоював насамперед як автор симфоній, сонат, камерно-інструментальних циклів, вокально-хорових творів, кіномузики і, звичайно ж, популярних пісень, п'єс для естрадного оркестру. Серед виконавців творів композитора: Державний симфонічний оркестр московської філармонії, оркестри симфонічної та естрадної музики Російського та Українського радіо та телебачення, Великий дитячий хор радіо та телебачення п/у Віктора Попова, Академічний ансамбль пісні та танцю ВВ МВС Росії, Державний російський народний ансамбль " Росія ", ансамблі популярної народної музики «Бабине літо» і " Російська душа ", різні вокально-інструментальні ансамблі, виконавці-солісти — Людмила Зикіна, Євген Мартинов, Ксенія Георгіаді, Олександр Сєров, Микола Караченцов, Ольга Зарубіна, Азіза, Сергій Бєліков, Ауріка Ротару, Філіп Кіркоров, Леонід Серебренніков, Віктор Салтиков та багато інших. У числі ж його професійних співавторів-поетів можна назвати: Андрія Дементьєва, Роберта Рождественського, Юрія Гаріна…
1993 року Юрій Мартинов створив та очолив «Клуб Євгенія Мартинова», який займається творчою та благодійною діяльністю.

## Книги
- «Лебединая верность евгения мартынова» (изд-во «ВЕКТА» — «Клуб Е.Мартынова», 1998 г.)
- «Яблони в цвету» (изд-во «ексмо-пресс», 2000 г.)[1]

## Дискографія
- 1990 рік — «Посмотри же на меня!» («пісні Юрія Мартинова») — вініл[2]